# Dhivehi Premier League 2020-21
La Dhivehi Premier League 2020-21, también conocida coma Ooredoo Dhivehi Premier League por razones de patrocinio, fue la edición número 6 de la Dhivehi Premier League, la primera división del fútbol profesional de Maldivas. La temporada regular comenzó el 13 de diciembre de 2020. Maziya son los campeones defensores, habiendo ganado su tercer título de liga la temporada anterior, su segundo en la era de la Premier League, habiendo ganado por última vez en 2016. La temporada estaba inicialmente programada para comenzar en junio, pero esto se retrasó hasta diciembre como consecuencia de la demora de las eliminatorias de la Copa AFC 2020 y la Copa Mundial de la FIFA 2022 debido al brote de la pandemia de COVID-19 en Asia y Maldivas.

## Equipos
Inicialmente, diez equipos estaban listos para competir en la liga: los ocho mejores equipos de la temporada anterior y los dos equipos ascendidos de Segunda División. Los equipos promocionados son Club Valencia y Super United Sports. El 22 de julio de 2020, la Asociación de Fútbol de las Maldivas anunció que esta temporada se disputará con ocho equipos. Esto se debe a la suspensión temporal de las plazas de la Premier League para los equipos que ascienden desde el Campeonato de Jazeera, ya que la edición de 2020 se canceló debido a la pandemia de COVID-19 en las Maldivas, lo que significa que Foakaidhoo FC y Nilandhoo Sports Club se ven obligados a jugar en 2021. Campeonato de Jazeera a pesar de que sobrevivieron al descenso.
El Club Valencia vuelve tras una temporada de ausencia en Primera División (tres temporadas en la Premier League). Esta es la primera temporada en la Premier League para Super United Sports. Reemplazaron a Victory Sports Club y New Radiant (ambos equipos descendieron después de una suspensión debido a razones financieras).
| Equipo         | Región        |
| -------------- | ------------- |
| Eagles         | Maafannu      |
| Green Streets  | Machchangolhi |
| Valencia       | Machchangolhi |
| Da Grande      | Maafannu      |
| Maziya         | West Maafannu |
| Super United   | Machchangolhi |
| TC Sports Club | Henveiru      |
| United Victory | Galolhu       |

## Clasificación
| | Equipo                            | J  | G  | E | P | GF | GC | DG | Puntos |
| --- | --------------------------------- | -- | -- | - | - | -- | -- | -- | ------ |
| 1 | Maziya Sports and Recreation Club | 14 | 10 | 4 | 0 | 34 | 6  | 28 | 34     |
| 2 | Club Valencia                     | 14 | 7  | 4 | 3 | 21 | 9  | 12 | 25     |
| 3 | Green Streets                     | 14 | 5  | 4 | 5 | 13 | 16 | -3 | 19     |
| 4 | Eagles                            | 14 | 4  | 5 | 5 | 15 | 21 | -6 | 17     |
| 5 | Da Grande                         | 14 | 4  | 4 | 6 | 17 | 25 | -8 | 16     |
| 6 | Super United Sports               | 14 | 3  | 6 | 5 | 9  | 18 | -9 | 15     |
| 7 | TC Sports Club                    | 14 | 3  | 4 | 7 | 11 | 19 | -8 | 13     |
| 8 | United Victory                    | 14 | 3  | 3 | 8 | 20 | 26 | -6 | 12     |
| Fuente: Dhivehi Premier League Archivado el 8 de noviembre de 2019 en Wayback Machine.; actualización automática |                                   |    |    |   |   |    |    |    |        |